# Sphallowithius excelsus
Sphallowithius excelsus är en spindeldjursart som beskrevs av Beier 1977. Sphallowithius excelsus ingår i släktet Sphallowithius och familjen Withiidae. Inga underarter finns listade i Catalogue of Life.